# Moravský ornitologický spolek
Moravský ornitologický spolek (MOS) – středomoravská pobočka ČSO je nevládní nezisková organizace (občanské sdružení) sdružující profesionální i amatérské ornitology, birdwatchery, milovníky ptáků a ochránce přírody, sídlicí v Přerově.
Sdružení realizuje projekty na výzkum a ochranu ptáků, popularizaci ornitologie, ekologickou výchovu a osvětu.

## Historie
Spolek pod původním názvem Ornitologický spolek založil v Přerově již v roce 1932 milovník ptactva František Ginter a o pět let později, v roce 1937, zde založil také ornitologickou stanici. Pak následovalo vydávání odborného periodika zaměřeného na ptactvo. Časopis byl vůbec prvním periodikem svého druhu a vychází dodnes.
Spolek je od roku 2005 regionální pobočkou České společnosti ornitologické, která je českým národním partnerem BirdLife International.